# Danh sách đĩa nhạc của Juice Newton
Danh sách đĩa nhạc của nữ ca sĩ người Mỹ Juice Newton bao gồm 17 Album phòng thu, 1 album thu âm trực tiếp,7 album tổng hợp, 38 đĩa đơn, 1 album video,9 video âm nhạc.

## Album phòng thu

### Juice Newton và Silver Spur
| Tiêu đề                    | Chi tiết                                                   |
| -------------------------- | ---------------------------------------------------------- |
| Juice Newton & Silver Spur | - Năm phát hành: Tháng 9 năm 1975 - Nhãn hiệu: RCA Records |
| After the Dust Settles     | - Năm phát hành: 1976 - Nhãn hiệu: RCA Records             |
| Come to Me                 | - Năm phát hành:1977 - Nhãn hiệu: Capitol Records          |

### Juice Newton

#### Từ năm 1970 - 1990
| Tên                    | Chi tiết                                                 | Vị trí bảng xếp hạng | Vị trí bảng xếp hạng | Vị trí bảng xếp hạng | Vị trí bảng xếp hạng | Chứng chỉ                         |
| Tên                    | Chi tiết                                                 | US Country           | US                   | CAN                  | NZ                   | Chứng chỉ                         |
| ---------------------- | -------------------------------------------------------- | -------------------- | -------------------- | -------------------- | -------------------- | --------------------------------- |
| Well Kept Secret       | - Phát hành: 14 tháng năm 1978 - Nhãn: Capitol Records   | —                    | —                    | —                    | —                    |                                   |
| Take Heart             | - Phát hành: 17 tháng 9 năm 1979 - Nhãn: Capitol Records | —                    | —                    | —                    | —                    |                                   |
| Juice                  | - Phát hành: 9 tháng 2 năm 1981 - Nhãn: Capitol Records  | 4                    | 22                   | 16                   | 33                   | - CAN: 3× Platinum - US: Platinum |
| Quiet Lies             | - Phát hành: 10 tháng 5 năm 1982 - Nhãn: Capitol Records | 7                    | 20                   | 36                   | —                    | - CAN: Platinum - US: Gold        |
| Dirty Looks            | - Phát hành: 19 tháng 8 năm 1983 - Nhãn: Capitol Records | 22                   | 52                   | 61                   | —                    | - CAN: Gold                       |
| Can't Wait All Night   | - Phát hành: 18 tháng 6 năm 1984 - Nhãn: RCA Records     | 42                   | 128                  | 91                   | —                    |                                   |
| Old Flame              | - Phát hành: 21 tháng 10 năm 1985 - Nhãn: RCA Records    | 12                   | —                    | —                    | —                    |                                   |
| Emotion                | - Phát hành: 15 tháng 9 năm 1987 - Nhãn: RCA Records     | 59                   | —                    | —                    | —                    |                                   |
| Ain't Gonna Cry        | - Phát hành: 28 tháng 6 năm 1989 - Nhãn: RCA Records     | —                    | —                    | —                    | —                    |                                   |
| "—"không được xếp hạng |                                                          |                      |                      |                      |                      |                                   |

#### Từ năm 1990 đến 2010
| Tên                         | Chi tiết                                                     |
| --------------------------- | ------------------------------------------------------------ |
| The Trouble with Angels     | - Phát hành: 28 tháng 4 năm 1998 - Nhãn: River North Records |
| American Girl               | - Phát hành: 12 tháng 10 năm 1999 - Nhãn: Renaissance        |
| American Girl, Volume 2     | - Phát hành: 2003 - Nhãn:Tự phát hành                        |
| The Gift of Christmas       | - Phát hành: 2007 - Nhãn:Tự phát hành                        |
| Duets: Friends and Memories | - Phát hành: 25 tháng 10 năm 2010 - Nhãn: Fuel 2000          |

## Album tổng hợp
| Tên                      | Chi tiết                                                     | Vị trí xếp hạng | Vị trí xếp hạng | Vị trí xếp hạng | Chứng nhận |
| Tên                      | Chi tiết                                                     | US Country      | US              | CAN             | Chứng nhận |
| ------------------------ | ------------------------------------------------------------ | --------------- | --------------- | --------------- | ---------- |
| Greatest Hits            | - Phát hành: 15 tháng 6 năm 1984 - Nhãn: Capitol Records     | 64              | 178             | 95              | - US: Gold |
| Greatest Hits (And More) | - Phát hành 1987 - Nhãn: Capitol Records                     | —               | —               | —               |            |
| Greatest Country Hits    | - Phát hành: 10 tháng 9 năm 1990 - Nhãn: Curb Records        | —               | —               | —               |            |
| Greatest Hits            | - Phát hành: 1992 - Nhãn: CEMA Special Markets               | —               | —               | —               |            |
| The Early Years          | - Phát hành: 24 tháng 3 năm 1992 - Nhãn: RCA Records         | —               | —               | —               |            |
| Anthology                | - Phát hành: 17 tháng 3 năm 1998 - Nhãn:Renaissance          | —               | —               | —               |            |
| All American Country     | - Phát hành 24 tháng 10 năm 2003 - Nhãn:BMG Special Products | —               | —               | —               |            |
| "—":không được xếp hạng  |                                                              |                 |                 |                 |            |

## Album trực tiếp
| Tên                          | Chi tiết                                      |
| ---------------------------- | --------------------------------------------- |
| Every Road Leads Back to You | - Phát hành: 2002 - Nhãn: Image Entertainment |

## Đĩa đơn

### Juice Newton và Silver Spur
| Năm                      | Đĩa đơn                | Vị trí     | Album                        |
| Năm                      | Đĩa đơn                | US Country | Album                        |
| ------------------------ | ---------------------- | ---------- | ---------------------------- |
| 1975                     | "Catwillow River"      | —          | Juice Newton and Silver Spur |
| 1975                     | "Shelter of Your Love" | —          | Juice Newton and Silver Spur |
| 1976                     | "Love Is a Word"       | 88         | Juice Newton and Silver Spur |
| 1976                     | "If I Ever"            | —          | After the Dust Settles       |
| 1977                     | "Come to Me"           | —          | Come to Me                   |
| "—": không được xếp hạng |                        |            |                              |

### Juice Newton
| Năm                      | Đĩa đơn                                                           | Vị trí bảng xếp hạng | Vị trí bảng xếp hạng | Vị trí bảng xếp hạng | Vị trí bảng xếp hạng | Vị trí bảng xếp hạng | Vị trí bảng xếp hạng | Vị trí bảng xếp hạng | Vị trí bảng xếp hạng | Certifications (sales threshold) | Album |
| Năm                      | Đĩa đơn                                                           | US Country           | US                   | US AC                | CAN Country          | CAN                  | CAN AC               | NZ                   | AUS                  | Certifications (sales threshold) | Album |
| ------------------------ | ----------------------------------------------------------------- | -------------------- | -------------------- | -------------------- | -------------------- | -------------------- | -------------------- | -------------------- | -------------------- | -------------------------------- | ----- |
| 1978                     | "It's a Heartache"                                                | —                    | 86                   | —                    | —                    | 91                   | —                    | —                    | —                    |                                  |       |
| 1978                     | "Hey! Baby"                                                       | —                    | —                    | —                    | —                    | —                    | —                    | —                    | —                    | Well Kept Secret                 |       |
| 1979                     | "Let's Keep It That Way"                                          | 37                   | —                    | —                    | 37                   | —                    | —                    | —                    | —                    |                                  |       |
| 1979                     | "Lay Back in the Arms of Someone"                                 | 80                   | —                    | —                    | 36                   | —                    | —                    | —                    | —                    | Take Heart                       |       |
| 1979                     | "Any Way That You Want Me"                                        | 81                   | —                    | —                    | —                    | —                    | —                    | —                    | —                    | Take Heart                       |       |
| 1979                     | "Until Tonight"                                                   | 42                   | —                    | —                    | —                    | —                    | —                    | —                    | —                    | Take Heart                       |       |
| 1980                     | "Sunshine"                                                        | 35                   | —                    | —                    | —                    | —                    | —                    | —                    | —                    | Take Heart                       |       |
| 1980                     | "You Fill My Life"                                                | 41                   | —                    | —                    | —                    | —                    | —                    | —                    | —                    | Take Heart                       |       |
| 1981                     | "Angel of the Morning"[A]                                         | 22                   | 4                    | 1                    | 21                   | 1                    | 6                    | 5                    | 2                    | - CAN: Gold - US: Gold           | Juice |
| 1981                     | "Queen of Hearts"                                                 | 14                   | 2                    | 2                    | 6                    | 8                    | 3                    | 7                    | 8                    | - CAN: Platinum - US: Gold       | Juice |
| 1981                     | "The Sweetest Thing (I've Ever Known)"                            | 1                    | 7                    | 1                    | 1                    | 25                   | 1                    | —                    | —                    |                                  | Juice |
| 1982                     | "Love's Been a Little Bit Hard on Me"                             | 30                   | 7                    | 4                    | 24                   | 14                   | 3                    | 36                   | 90                   | Quiet Lies                       |       |
| 1982                     | "Break It to Me Gently"                                           | 2                    | 11                   | 1                    | 2                    | —                    | 1                    | —                    | —                    | Quiet Lies                       |       |
| 1982                     | "Heart of the Night"                                              | 53                   | 25                   | 4                    | —                    | —                    | 9                    | —                    | —                    | Quiet Lies                       |       |
| 1983                     | "Tell Her No"                                                     | —                    | 27                   | 14                   | —                    | 28                   | —                    | —                    | —                    | Dirty Looks                      |       |
| 1983                     | "Dirty Looks"                                                     | —                    | 90                   | —                    | —                    | —                    | —                    | —                    | —                    | Dirty Looks                      |       |
| 1983                     | "Stranger at My Door"                                             | 45                   | —                    | —                    | —                    | —                    | —                    | —                    | —                    | Dirty Looks                      |       |
| 1984                     | "A Little Love"                                                   | 64                   | 44                   | 7                    | —                    | —                    | 14                   | —                    | —                    | Can't Wait All Night             |       |
| 1984                     | "Ride 'Em Cowboy"                                                 | 32                   | —                    | —                    | —                    | —                    | —                    | —                    | —                    | Greatest Hits                    |       |
| 1984                     | "Can't Wait All Night"                                            | —                    | 66                   | —                    | —                    | 85                   | 16                   | —                    | —                    | Can't Wait All Night             |       |
| 1984                     | "Restless Heart"                                                  | 57                   | —                    | —                    | 34                   | —                    | —                    | —                    | —                    | Can't Wait All Night             |       |
| 1985                     | "You Make Me Want to Make You Mine"                               | 1                    | —                    | —                    | 1                    | —                    | —                    | —                    | —                    | Old Flame                        |       |
| 1985                     | "Hurt"                                                            | 1                    | —                    | —                    | 1                    | —                    | —                    | —                    | —                    | Old Flame                        |       |
| 1986                     | "Old Flame"                                                       | 5                    | —                    | —                    | 3                    | —                    | —                    | —                    | —                    | Old Flame                        |       |
| 1986                     | "Both to Each Other (Friends and Lovers)"[B] (with Eddie Rabbitt) | 1                    | —                    | —                    | 1                    | —                    | —                    | —                    | —                    | Old Flame                        |       |
| 1986                     | "Cheap Love"                                                      | 9                    | —                    | —                    | 5                    | —                    | —                    | —                    | —                    | Old Flame                        |       |
| 1986                     | "What Can I Do with My Heart"                                     | 9                    | —                    | —                    | 7                    | —                    | —                    | —                    | —                    | Old Flame                        |       |
| 1987                     | "First Time Caller"                                               | 24                   | —                    | —                    | 23                   | —                    | —                    | —                    | —                    | Emotion                          |       |
| 1987                     | "Tell Me True"                                                    | 8                    | —                    | —                    | 2                    | —                    | —                    | —                    | —                    | Emotion                          |       |
| 1989                     | "When Love Comes Around the Bend"                                 | 40                   | —                    | —                    | —                    | —                    | —                    | —                    | —                    | Ain't Gonna Cry                  |       |
| 1998                     | "When I Get Over You"                                             | —                    | —                    | —                    | —                    | —                    | —                    | —                    | —                    | The Trouble with Angels          |       |
| 1999                     | "They Never Made It to Memphis"                                   | —                    | —                    | —                    | —                    | —                    | —                    | —                    | —                    | American Girl                    |       |
| 2010                     | "Funny How Time Slips Away" (with Willie Nelson)                  | —                    | —                    | —                    | —                    | —                    | —                    | —                    | —                    | Duets, Friends & Memories        |       |
| "—": không được xếp hạng |                                                                   |                      |                      |                      |                      |                      |                      |                      |                      |                                  |       |

## Album khách mời
| Năm  | Chi tiết                            | Bài hát biểu diễn bởi Newton |
| ---- | ----------------------------------- | ---------------------------- |
| 1993 | A Tribute to Edith Piaf             | "Lovers of One Day"          |
| 2005 | An All Star Tribute to Cher         | "Reason to Believe"          |
| 2005 | An All Star Tribute To Shania Twain | "Come On Over"               |

## Video

### Album video
| Tên                          | Chi tiết                                                                               |
| ---------------------------- | -------------------------------------------------------------------------------------- |
| Every Road Leads Back to You | - Phát hành: 2 tháng 4 năm 2002 - Phòng thu: Image Entertainment - Định dạng: DVD, VHS |

### Video âm nhạc
| Năm  | Video                                  | Đạo diễn     |
| ---- | -------------------------------------- | ------------ |
| 1981 | "Angel of the Morning"                 |              |
| 1981 | "Queen of Hearts"                      |              |
| 1981 | "The Sweetest Thing (I've Ever Known)" |              |
| 1982 | "Love's Been a Little Bit Hard on Me"  |              |
| 1982 | "Break It to Me Gently"                |              |
| 1982 | "Heart of the Night"                   |              |
| 1984 | "A Little Love"                        |              |
| 1984 | "Can't Wait All Night"                 |              |
| 1985 | "Hurt"                                 | Oley Sassone |

## Sách nói
| Tên                                              | Chi tiết                                                                       | Truyện được đọc bởi Juice Newton                                                        |
| ------------------------------------------------ | ------------------------------------------------------------------------------ | --------------------------------------------------------------------------------------- |
| More American West in Fiction                    | - Phát hành: Tháng 5 năm 1997 - Nhãn:Audio Literature - Định dạng: Cassette    | - "Salomy Jane's Kiss" by Bret Harte - "Candles in the Bottom of the Pool" by Max Evans |
| The Greatest Western Stories of the 20th Century | - Phát hành: 16 tháng 12 năm 1999 - Nhãn: Phoenix Audio - Định dạng: Audiobook | - "Sweet Cactus Wine" by Marcia Muller                                                  |

## Hát nền
| Năm  | Tên         | Nghễ sĩ   | Ca khúc      |
| ---- | ----------- | --------- | ------------ |
| 1977 | French Kiss | Bob Welch | "Ebony Eyes" |